# Mafia III
Mafia III är ett actionäventyrsspel utvecklat av Hangar 13 och utgivet av 2K Games för Microsoft Windows, Playstation 4 och Xbox One. Det är den tredje delen i Mafia-serien och Hangar 13:s första spel. Det släpptes den 7 oktober 2016. Versionen till MacOS släpptes den 11 maj 2017.
Spelet utspelar sig år 1968 i staden New Bordeaux, en fiktiv stad som är baserad på New Orleans, och berättelsen kretsar kring Lincoln Clay, en föräldralös man och veteran från Vietnamkriget, som strävar efter att bygga upp en ny brottsorganisation för att konfrontera den italienska maffian.
Utvecklingen av Mafia III påbörjades kort efter att dess föregångare, Mafia II, hade givits ut. Dock uppstod det problem vid ett tidigt skede, då 2K Czech (utvecklare av de tidigare Mafia-spelen) flyttade större delen av sin utveckling från Tjeckien till USA i den nya spelstudion Hangar 13. Mycket av utvecklingsarbetet bestod av att skapa den öppna världen, där arbetslaget fick gå igenom gamla arkiv av bilder och filmer från New Orleans. Spelets soundtrack innehåller flera licensierade låtar från 1960-talet.
Vid Mafia III:s utgivning fick det blandade omdömen, med hyllning för dess berättelse, rollfigurer, mörka tema och soundtrack. Dock blev spelet kritiserat för sin speluppläggsmekanik och flera tekniska problem. Spelet blev ändå en kommersiell framgång. Sen slutet av mars 2020 hade spelet sålt mer än 7 miljoner exemplar.
Den 19 maj 2020 fick Mafia III en uppdatering som gav spelet den nya titeln Mafia III: Definitive Edition, där alla tidigare nedladdningsbara innehåll ingår. Denna nya uppdatering eller version är gratis för dem som redan äger Mafia III till oavsett plattform.

## Spelupplägg
Mafia III spelas från ett tredjepersonsperspektiv med huvudpersonen Lincoln Clay. Lincoln är en veteran från Vietnamkriget och strävar efter hämnd på dem som mördade hans adoptivfamilj. Spelet utspelar sig år 1968 i staden New Bordeaux som är en fiktiv rekreation av New Orleans och med en större öppen värld (karta) än den i Mafia och Mafia II tillsammans. New Bordeaux består av tio distrikt: Bayou Fantom, Delray Hollow, Barclay Mills, Frisco Fields, Pointe Verdun, Tickfaw Harbor, Southdowns, River Row, Downtown och French Ward.
I spelet finns olika metoder att slutföra ett mål, exempelvis kan spelaren (Lincoln) använda sig av olika vapen (till exempel hagelgevär och revolver) för att eliminera fiender. En annan metod är att kalla på hjälp från allierade som då anländer och assisterar spelaren. Det finns också möjlighet till smygmetod(er) för att undvika att spelaren blir upptäckt av fiender. Men huvuddelen av spelupplägget kretsar kring eldstrider. Dessutom kan spelaren delta i slagsmål och då utföra direkta avrättningar av fiender. Spelet har ett täcksystem, vilket gör det möjligt för spelaren att skydda eller gömma sig bakom ett föremål, och därmed undvika en fiendes skottlossning eller upptäckt. Spelaren kan förhöra icke-spelbara figurer efter att ha besegrat (skadat tillräckligt) dem för att få mer information om sina mål. Spelaren kan också invadera och överta anläggningar som ägs av den italienska maffian. Om spelaren lyckas överta en anläggning måste den överlåtas till en av Lincolns tre underbossar, som sköter sysselsättningen där och ser till att Lincoln får del av inkomsten. I spelet finns det möjlighet att köra land- och sjöfordon från denna tidsperiod med realistisk körmekanik och ljud.
Spelet har tre radiostationer som spelaren kan lyssna på om den sitter i något fordon. Det finns sammanlagt cirka 100 låtar i spelet från 1960-talet inom genrerna klassisk rock, country, soul, R'n'B och blues. Några av dessa låtar kan höras på radiostationerna, medan en del andra kan bara höras under vissa situationer eller scenarier. Många av låtarna är välkända, som exempelvis Fortunate Son av Creedence Clearwater Revival, Ring of Fire av Johnny Cash och A Little Less Conversation av Elvis Presley.

## Handling
Mafia III utspelar sig under år 1968 och handlar om Lincoln Clay som är föräldralös och uppfostrad av New Bordeaux' svarta gangsterliga (kallad black mob i spelet). Efter att ha tjänstgjort i Vietnamkriget återvänder Lincoln till New Bordeaux och återförenas med surrogatfadern Sammy Robinson och adoptivbrodern Ellis Robinson. Lincolns plan var att resa västerut till Kalifornien, men han lär sig snabbt att ett pågående krig mellan Sammys gäng (black mob) och den haitiska maffian har satt Sammy i en allvarlig skuld till Sal Marcano, don av Marcano-brottsfamiljen (något inspirerad av den verkliga Carlos Marcello). Lincoln spårar upp den haitiska maffian och dödar dess ledare, Baka. Lincoln möter sedan Sal som insinuerar att Sammy är för svag för att leda och föreslår att Lincoln tar över. Lincoln vägrar dock och accepterar istället ett arbete med Sals son Giorgi för att kunna betala av skulden. Arbetet går ut på att råna banken Federal Reserve, vilket lyckas. Men när Sal och Giorgi ska hämta sin andel av bytet mördar de Sammy och Ellis, samt skadar Lincoln med ett skott i huvudet, och tror att även han dog. Därefter tänder Giorgi eld på barlokalen Sammy's Bar som offren befinner sig i. Prästen fadern James som är en av Lincolns äldsta vänner, räddar honom och vårdar honom under tillfriskningstiden. När Lincoln vaknar upp kontaktar han hans CIA-handledare ifrån Vietnamkriget, John Donovan. Donovan går med på att använda sina resurser och expertis för att hjälpa med Lincolns hämnd på Marcano och övertagande av New Bordeaux.
Till att börja med rekryterar Lincoln tre medbrottslingar som blir hans underbossar: den haitiska maffialedaren Cassandra (efterträdde Baka), den irländske maffialedaren Thomas Burke (vars son Danny blev också förrådd och mördad efter att ha deltagit i bankrånet) och den italienske gangstern Vito Scaletta (huvudperson i Mafia II) som var Marcano-allierad. Efter att ha eliminerat Marcanos löjtnanter, Ritchie Doucet, Roman "Slaktaren" Barbieri och Michael Grecco, återlämnar Lincoln distrikten (som Marcanos löjtnanter verkade i) till sina tre underbossar. Därefter bestämmer Lincoln ett möte (kallat Sit Down i spelet) med underbossarna för att presentera sin plan: tillsammans kommer de systematiskt att eliminera Marcano från grunden och det är Lincoln som beslutar vilken underboss som får varje nytt distrikt som han lyckas överta. Härifrån och framåt får Lincoln förmåner och ökad inkomst för varje nytt distrikt som han tar över och ger till någon av underbossarna. Lincoln har också möjlighet att göra sidouppdrag för varje underboss, vilket stärker deras lojalitet. Men om Lincoln (spelaren) förargar en underboss alltför många gånger genom att aldrig ge denne några nya distrikt, kommer den underbossen slutligen förklara krig mot Lincoln och då blir Lincoln tvungen att döda den underbossen.
Med hjälp av Donovans intelligens eliminerar Lincoln flera andra nyckelmedlemmar som driver olika slags skumraskaffärer inom Marcanofamiljen, bland annat Enzo Conti (som Lincoln skonar då han får reda på att Enzo var en gammal vän till Sammy), consiglieren Tony Derazio och smugglaren Frank Pagani. Lincoln får också veta att Sal planerar att legitimera och bygga ett kasino med förfalskade pengar och stöd från Remy Duvall (ledare inom en vit makt-rörelse) och andra medborgare med politiskt inflytande. Lincoln dödar Duvall och vanhedrar hans mycket nära bekantskap, Olivia Marcano (som sedan dödas av Giorgi). Lincoln mördar också familjens capon, Lou och Tommy Marcano. Efter olika försök med att döda Lincoln, så samlar Sal och Giorgi sina kvarlevande män i det ofärdiga kasinot för ett sista motstånd. Lincoln dödar Giorgi och konfronterar Sal inne på hans kontor. Sal förklarar att han bara ville skydda sin son Giorgi, och ger Lincoln möjlighet att döda honom. Om spelaren gör det kommer Lincoln att knivhugga Sal och kasta ut honom genom ett fönster. Alternativt om spelaren väntar för länge med att agera, slutar det med att Sal tar upp en pistol och skjuter sig själv i huvudet. 
När Lincoln kliver ut ur kasinot möter han en äldre man, Leo Galante, som är representant för kommissionen (maffia). Lincoln försäkrar Leo att hans fejd bara var med familjen Marcano och att det slutade med Sals död. Leo blir nöjd och låter Lincoln leva och behålla New Bordeaux under förutsättning att han skickar 20 procent av sina inkomster till kommissionen, som Sal tidigare gjort. Sedan återvänder Lincoln till Donovan och fadern James, där han måste bestämma sitt nästa steg: lämna New Bordeaux och sitt kriminella liv bakom sig (fadern James råd), ta makten i staden genom att döda alla sina underbossar (Donovans råd), eller styra staden tillsammans med sina underbossar.
Om Lincoln väljer att lämna New Bordeaux, försvinner hans liv från offentligheten. De enda kvarvarande tecknen från Lincoln är de vykort som fadern James får från olika delar av världen. Den underboss som fick flest distrikt av Lincoln kommer då att ta makten i staden. Om Lincoln väljer att styra New Bordeaux ensam genom att döda alla sina underbossar, blir han sedan själv lönnmördad via en bilbomb som fadern James planterat. Om Lincoln väljer att styra New Bordeaux tillsammans med sina underbossar, slutar det med att hans kriminella imperium expanderar längs hela södra USA och han blir där en välkänd filantrop.
I en scen (efter eftertexten av spelet) ser man när Donovan inför en senatskommitté svarar för sin inblandning i Lincolns handlingar. Donovan förklarar att han hjälpte Lincoln då han hittade bevis på att Sal var en av de konspiratörer som var ansvarig för mordet på John F. Kennedy. Vidare förklarar Donovan att han bara gick med på att möta senaten då en av senatorerna (talesmannen) också var inblandad som konspiratör tillsammans med Sal. Sedan tar Donovan fram en ljuddämpad pistol och dödar den konspirerande senatorn. Slutligen säger han att han kommer spåra alla andra ansvariga för presidenten Kennedys död. 

## Nedladdningsbart innehåll
Det finns fem nedladdningsbara innehållspaket (DLC) till Mafia III, varav två med titlar Judge, Jury & Executioner Weapons Pack respektive Family Kick-Back Pack som släpptes direkt och gratis för de som hade förhandsbokat spelet. Judge, Jury & Executioner Weapons Pack innehåller tre exklusiva vapen och blev gratis tillgängligt för alla spelare efter en månad. Family Kick-Back Pack innehåller tre exklusiva fordon och vapen. Detta nedladdningsbara innehållspaket blev senare (22 november 2016) också tillgängligt för alla spelare, dock mot betalning. De övriga tre nedladdningsbara innehållspaketen är mer omfattande, de innehåller varsin ny berättelse och kan därför jämföras med expansioner. Dessa expansioner blir tillgängliga sidouppdrag för spelaren (Lincoln Clay) efter det första mötet, så kallat Sit Down. Samtliga nedladdningsbara innehåll finns tillgängliga för samma format som huvudspelet, utom MacOS som bara är tillgängligt till vissa innehåll.

### Faster, Baby!
Faster, Baby! är den första expansionen eller nedladdningsbara innehållspaket som består av en ny handling och släpptes den 28 mars 2017.
Handling: Charles Laveau (känd under sitt alias The Voice och presenteras första gången i huvudhandlingen) och hans dotter Roxy har samlat in bevis och vittnesmål mot den rasistiske polischefen Walter Beaumont som gör allt vad han kan för att skydda Sinclair Parish (lantlig förort till New Bordeaux) mot omvärlden. Civilrättsarbetaren Ezekiel Dandridge var den som hade hand om en mapp med allt bevis, och en sen sommarkväll blir han mördad av polischefen som samtidigt beslagtar mappen. Därför kallar Charles på Lincoln för hjälp. De två åker till Sinclair Parish, där de blir jagade av polisen men lyckas kringgå dem. Väl framme i en bondgård presenterar Roxy hennes samarbetspartner Mitch "M.J." Decosta för Lincoln. Senare, i skymningen, åker Lincoln och Roxy till Sinclair Parishs polisstation, där Lincoln bryter sig in och återtar mappen. När Roxy läser innehållet i mappen inser hon snabbt att polischefen redan har börjat med att demontera delar av den, då flera av vittnena plötsligt försvunnit. Roxy kontaktar de kvarvarande för att varna dem, men tre av dem har redan hamnat i kläm. Samtidigt har polischefen stängt av alla in- och utvägar till Sinclair Parish. Lincoln, Roxy och M.J. sätter upp en plan som de verkställer: Lincoln och Roxy åker till polisens parkeringsplats för konfiskerade fordon, där de tar tillbaka Roxys pickup som de sedan härjar runt i. Under tiden som de skapar förödelse, hämtar M.J. upp de tre vittnena utan större problem, då poliserna har fullt upp med att jaga Lincoln och Roxy. Efter denna lyckade plan återsamlas alla vid bondgården för att sedan ta sig ut från Sinclair Parish. Roxy och M.J. tillsammans med vittnena åker i förväg medan Lincoln går in till ett av bondgårdens hus för att hämta mappen med bevismaterial. När Lincoln är på väg ut öppnas dörren av polischefen och Lincoln skjuts och blir medvetslös. Han vaknar sedan av att bli slagen av en vit makt-anhängare samtidigt som polischefen kommer förbi för att växla några ord. Efteråt skjuts plötsligt anhängaren till döds. Det är Roxy som kommer till undsättning och skjuter även loss den fastkedjade Lincoln. Polischefen försvinner snabbt från platsen och Lincoln slår ner en annan anhängare och tar dennes vapen. Lincoln slår eller skjuter ner alla av polischefens män som är i vägen, men polischefen själv lyckas ta sig till hans fordon och kör iväg. Lincoln och Roxy hoppar då snabbt in i hennes bil och följer efter honom. Efter en lång biljakt med diverse eldstrider får de stopp på polischefens fordon. Polischefen som är svårt skadad kryper ifrån fordonet med mappen i ena handen, men han kommer inte långt. Lincoln och Roxy tar återigen tillbaka mappen och istället för att döda honom, lastar de honom i bagageutrymmet till Roxys bil. De vill att han ställs inför rätta för allt han har gjort. Sedan ger de sig av från Sinclair Parish.

### Stones Unturned
Stones Unturned är det andra nedladdningsbara innehållspaketet, bestående av en ny handling med rollfiguren John Donovan. Detta innehållspaket släpptes den 30 maj 2017.
Handling: Donovan och hans exkompanjon Robert Marshall har fått upp spår efter den före detta CIA-agenten Connor Aldridge, som nu befinner sig i New Bordeaux. Aldridge blev upptäckt som landsförrädare då han gav hemlig information till Nordvietnams armé. Nu är Aldridge på jakt efter ett försvunnet fraktflygplan, vars last innehåller en termonukleär stridsdel från en ballistisk robot. Aldridge tar kontakt med Horatio Balmana, en (av två) piloter från det försvunna flygplanet och får därigenom uppgifter angående flygplanet och var CIA:s gömställe ligger. När Lincoln, Donovan och Marshall kommer till Balmana finner de honom död, men hittar ett överlevande vittne som de utfrågar. Lincoln och Donovan får reda på att de snabbt måste ta sig till gömstället, och där påträffar de flera dödade anställda samt Aldridges legoknektar. När de kommer fram till Aldridge befinner han sig i ett låst rum med skottsäkra glasväggar. Där inne hotar han en anställd att låsa upp ett kassaskåp som innehåller viktiga uppgifter, vilket den anställde gör. Donovan försöker slå in rätt kod till rummet, men lyckas aldrig och istället hittar Aldridge det han vill ha och flyr via en bakdörr. Lincoln hittar ett nyckelkort till rummet så de tar sig in, men nu har de ingen aning om vart Aldridge är på väg. Donovan sätter sig ner vid en dator och kollar igenom en databas för att finna den andra piloten. Den piloten heter Reuben Paez och jobbar som vaktmästare på ett varuhus, vilket Lincoln och Donovan åker till, då Aldridge också är ute efter honom. Framme vid varuhuset får Lincoln och Donovan eskortera Paez genom Aldridges senkomna styrka till ett säkert ställe. Vid det säkra stället blir Paez omplåstrad av Marshall och förhörd av Donovan som får de geografiska koordinaterna till flygplanet som har kraschat på Unknown Island. Lincoln och Donovan gör sig redo för att åka till ön Unknown Island (vilket utestänger spelaren från att nå New Bordeaux tills den har avslutat hela denna handling). Framme vid Unknown Island eliminerar de resten av Aldridges legoknektar genom öns djungel, för att slutligen slå ner Aldridge, döda honom och säkerställa att stridsdelen hamnar i säkert förvar.

### Sign of the Times
Sign of the Times är det tredje och senaste nedladdningsbara innehållspaketet med en ny handling, och släpptes den 25 juli 2017.
Handling: Lincoln och fadern James åker till den nedbrända barlokalen Sammy's Bar, för att ta ett sista farväl av Sammy Robinson och Ellis Robinson, då Lincoln inte hade möjlighet att gå på deras begravning eftersom han låg i koma. När Lincoln och fadern James är framme får de se en uppskärrad kvinna som springer ut ur barlokalen. Efter kvinnan kommer tre män som Lincoln slår ner, medan fadern James försöker ta hand om kvinnan. Kvinnan presenterar sig som Anna McGee och James tar med henne till en säker och tillfällig bostad. Lincoln går in i barlokalen och finner två lik. Men han känner också att något mystiskt har skett här och går därför ner till källaren (vilket han använde som bostad innan barlokalen brändes ner) för att hämta sin kamera. Med kameran tar han kort på bevis och spår som han tror sig ha nytta av, exempelvis märken och symboler på liken, och blodig text på väggarna. Därefter åker han till bostaden där James och Anna befinner sig. Anna som har vilat upp sig, berättar varför hon var i Sammy's Bar: Anna hade blivit inbjuden av Bonnie Harless till en kultorganisation och det enda sättet för Anna att "rena sig" var att delta i en ceremoni i den nedbrända barlokalen. Men Anna tyckte att ceremonin blev alltför chockartad och rymde därifrån. Anna berättar också om en nattklubb vid namn Nuit Blanche, där organisationen välkomnar nya medlemmar. Lincoln åker till den nattklubben, där han i en förbjuden avdelning hittar flera spår om organisationen och även får kontakt med ledaren, Bonnie. Dock blir diskussionen svajig då Lincoln blir starkt påverkad av en gas omkring sig och därefter skiljs de två åt. De nya spåren leder till tre olika ställen inom New Bordeaux: en nedlagd skola (middle school), en lagerbyggnad och Harless herrgård. Lincoln åker till dessa ställen och finner nya spår som han tar med sig i form av fotobevis till James och Anna. James känner igen ett av fotona, vilket visar en symbol som han har sett på ett operahus. Lincoln åker till det operahuset som är övergivet på grund av en storbrand för 60 år sedan. I operahuset får han se att organisationen har någon aktivitet där och han hamnar även i konfrontation med organisationens präst (kallad High Priest i spelet). Lincoln tar ett dödsgrepp om prästen som säger "Döda mig, men flickan, hon har blivit välsignad. Och mitt släktled kommer att fortsätta leva inom henne". En kort konversation därefter bryter Lincoln nacken på prästen. Lincoln åker sedan tillbaka till James och Anna, där han får se James omkullkastad på golvet. James förklarar att någonting har hänt med Anna och att hon är i badrummet. Lincoln blir tvungen att bryta upp dörren till badrummet då den är låst. Lincoln märker att Anna inte är sig själv och att hon håller en kniv i handen. Lincoln får bland annat veta att Bonnie just nu befinner sig i ett gammalt sanatorium. Diskussionen avslutas med att Anna skär sig genom halspulsådern som Lincoln snabbt försöker avvärja. Anna dör direkt därefter. Lincoln tar sig till ön där sanatoriet ligger och slår ner flera av organisationens anhängare innan han lyckas konfrontera Bonnie. Konfrontationen avslutas med att Bonnie får en kniv i magen och dör av det. Senare begravs Anna bredvid Sammy och Ellis på Lincolns begäran, då Anna aldrig hade någon riktig familj som älskade henne.

## Utveckling
I augusti 2011 började rykten gå om ett nytt spel. Under november 2012 meddelade företaget 2K Czech (utvecklaren av Mafia och Mafia II) att de arbetade med ett "top secret, AAA game". Dock blev företaget omstrukturerat den 10 januari 2014 och huvudstudion i Prag stängdes ner. Resurserna flyttades till ett nytt huvudkontor i Novato, USA, där en ny studio vid namn Hangar 13 öppnades under samma år. Detta leddes av Haden Blackman som tidigare arbetat på Lucasarts och det sades att studion höll på med ett nytt projekt.
Spelet blev officiellt tillkännagivet den 28 juli 2015 av 2K och visades upp på Gamescom 2015 med en filmtrailer. Mafia III släpptes den 7 oktober 2016 för Microsoft Windows, Playstation 4 och Xbox One.
Hangar 13 och 2K Games ville vara trogna med den kvalitet som många användare förväntade sig från de tidigare spelen. Spelet använder sig av grafikprogrammet Simplygon. Arbetsgruppen var intresserad av att skapa en värld baserad på New Orleans och bestämde sig för att sätta spelets handling till år 1968. Gruppen använde en samling på gamla bilder för att skapa denna värld. Olika förändringar gjordes i världen för att anpassa till berättelsen. Bland annat har bayoun och staden placerats nära varandra, trots att de ligger längre ifrån varandra i verkliga Louisiana. Arenan Louisiana Superdome var under konstruktion 1968, men uteslöts från spelet. Gruppen hade också för avsikt att världen skulle vara anpassad till snabba biljakter och att de ville komma ifrån den klichéartade italienska maffiascenen för att representera en annan sida av gängrelaterade brottsscenarier. En annan aspekt har varit valet av licensierad musik, vilket skulle sätta en speciell ton och atmosfär i spelet. Haden Blackman angav att Mafia III kommer att innehålla bra musik från 1960-talet.
Den amerikanska rapparen Ice Cube och producenten DJ Shadow skapade låten "Nobody Wants to Die" för spelets kampanj.

## Lansering

### Bildhastighetsbegränsning
Vid spelets utgivning blev det klart att Windowsversionen var begränsad till 30 bilder per sekund. Dock har en senare programfix löst detta problem, samt andra problem i spelet.

### Sammanbundet mobilspel
Ett mobilspel med titel Mafia III Rivals blev också utgivet i samband med huvudspelet. Det utvecklades av Cat Daddy Games för Android och IOS. Rivals spelas som ett rollspel.

### Tvist med Windowsversionen för Deluxe Edition
Efter spelets utgivning blev det oenigheter kring det fysiska medieformatet (optisk skiva) för Mafia III Deluxe Edition till Windows. Vissa kunder som hade köpt i både butik och på internet klagade på att spelet kom utan instruktionsmanual, vilket behövdes för att kunna komma åt aktiveringsnyckeln till Steam.

## Mottagande
| Mottagande                | Mottagande                             |
| Samlingsbetyg             | Samlingsbetyg                          |
| Tjänst                    | Betyg                                  |
| ------------------------- | -------------------------------------- |
| Metacritic                | 62/100 (PC) 68/100 (PS4) 67/100 (XONE) |
| Recensionsbetyg           |                                        |
| Publikation               | Betyg                                  |
| Destructoid               | 5/10                                   |
| Electronic Gaming Monthly | 6,5/10                                 |
| Game Informer             | 6,75/10                                |
| Game Revolution           | [ 52 ]                                 |
| Gamespot                  | 6/10                                   |
| Gamesradar                | [ 54 ]                                 |
| Gamereactor               | 7/10                                   |
| IGN                       | 7,5/10                                 |
| PC Gamer US               | 54/100                                 |
| Polygon                   | 6/10                                   |
| Giant Bomb                | [ 59 ]                                 |

Mafia III fick blandade recensioner enligt samlingsbetygswebbsidan Metacritic. Recensenterna berömde berättelsen, rollfigurerna och det mörka temat. Dock blev spelet kritiserat för sitt upprepande spelupplägg, ödsliga "öppna värld" och många tekniska problem.
Alex Donaldson från VG247 gav spelet ett blandat omdöme och skrev "Mafia 3 är i särdrag ett av mina favoritspel gällande berättelsen detta år, en underbar presentation, en fantastisk spelmusik och en intressant värld. Tyvärr har det också en förutsägbar uppdragsdesign och tvivelaktig prestanda." I en recension med 2 av 5 stjärnor skrev Sam White från The Guardian: "Att säga Mafia III är en besvikelse är en underdrift. Det har alla yttre komponenter för att bilda ett bra spel: manuset och skådespelet är fantastiska, dess riktning och stil är bra, men dess mekaniska underlag är arkaiskt och desperat fantasilös."
Marty Sliva från IGN gav spelet 7,5 av 10 poäng och sammanfattade sin recension med: "Mafia 3:s starka rollfigurer och självsäkra berättelse höll mig engagerad, även om spelupplägget sällan levererade något annat än en vanlig och repetitiv action i en öppen värld. Det är en besvikelse därför att Lincoln är en otrolig huvudperson och New Bordeaux är en fantastisk miljö inom sitt tema, och det hade varit bra om det kunde ha utnyttjas bättre." Brian Mazique från Forbes gav spelet 8,1 av 10 och sa "Det här kanske inte är allas smak, men om du älskar en bra rollfigursstudie och inte söker speluppläggsmekanik som bryter ny mark i innovation och kontroll, så är det här något du borde äga."

### Försäljning
Spelet var det näst bästsäljande (efter FIFA 17) inom detaljhandel i Storbritannien under den första försäljningsveckan. Lanseringen av Mafia III noterades som den största lanseringen av ett Mafia-spel någonsin i Storbritannien, där spelförsäljningen var 58,7 procent större än Mafia II. I Japan debuterade Mafia III som nummer nio på topplistan, med 15 838 sålda exemplar. Den 2 november 2016 meddelade Take-Two Interactive att 4,5 miljoner exemplar hade sålts till butiker (är inte säkert att det omfattar konsumenter) under den första veckan, vilket blev ett nytt lanseringsrekord för 2K Games. Den 7 februari 2017 meddelade Take-Two Interactive att spelet nu har levererats ut i 5 miljoner exemplar. I slutet av mars 2020 hade spelet sålt mer än 7 miljoner exemplar.